# Jean-Édouard Adam
Pour les personnes ayant le même patronyme, voir Adam (homonymie).
Jean-Édouard Adam, né à Rouen le 11 octobre 1768 , mort à Montpellier le 11 novembre 1807, est un chimiste et physicien français.

## Biographie

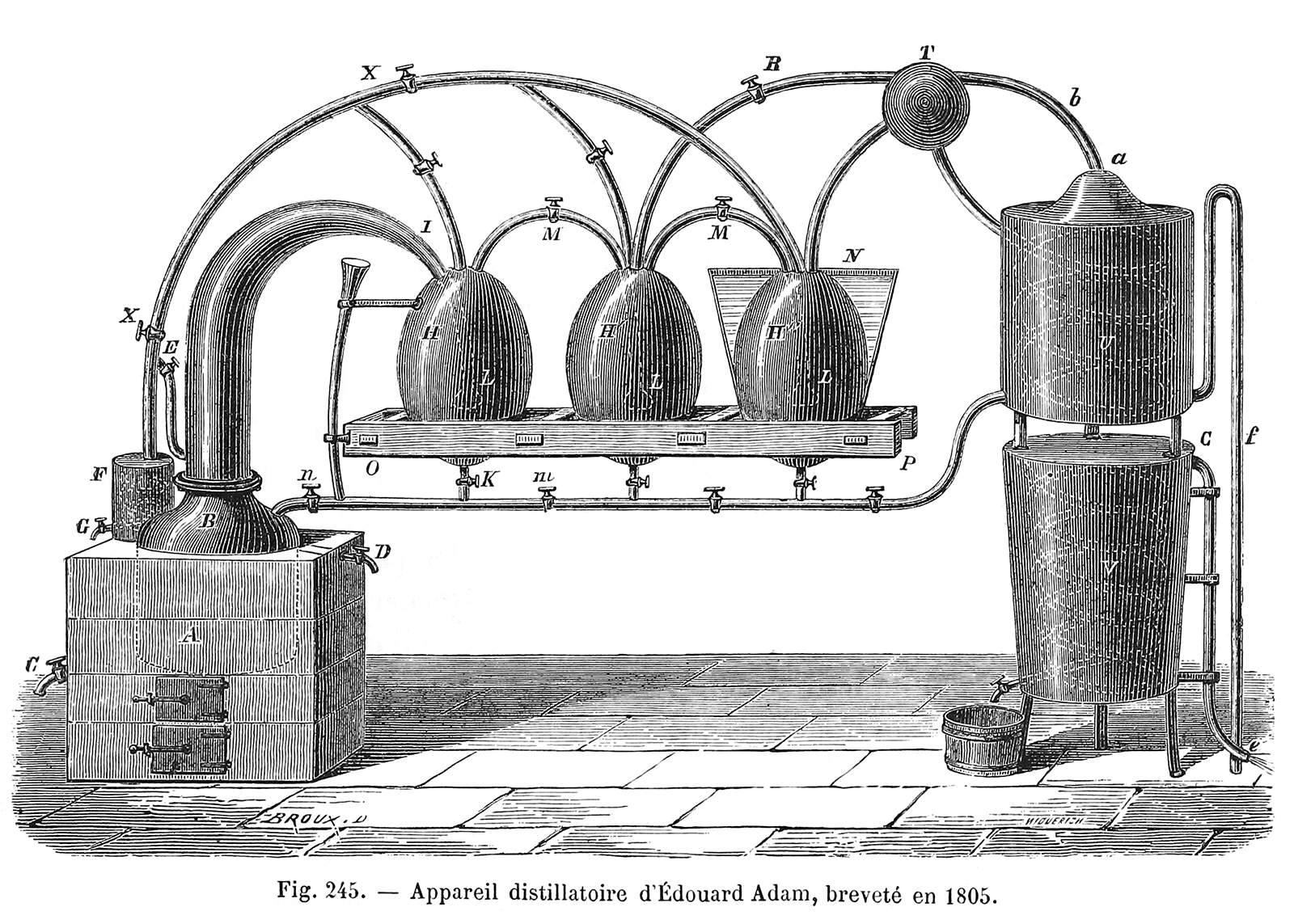
Alambic Edouard Adam

Jean-Édouard Adam est l’inventeur d’une méthode distillatoire retirant toutes les parties spiritueuses des vins qui a révolutionné la production du vin dans le Midi de la France, lui apportant pour un temps la prospérité économique avant d'être ruiné par la perte des nombreux procès qu'il eut à soutenir contre ses contrefacteurs. Ayant déposé un premier brevet en 1801  puis un autre en 1805  , son frère Gaspard Zacharie apporte des améliorations par des brevets successifs après son décès.

## Hommages

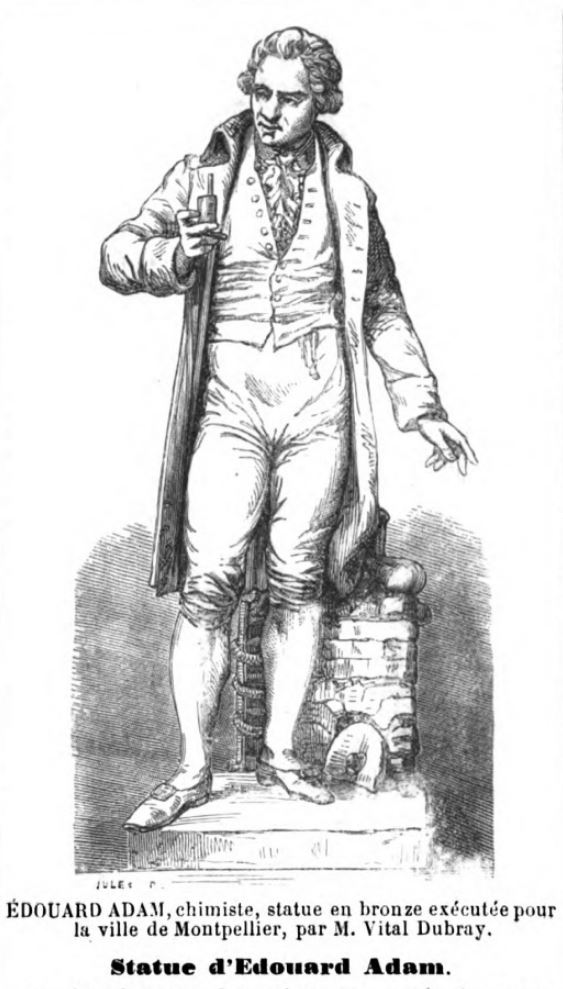

Le 6 avril 1839 le conseil municipal de Montpellier décide de donner son nom à une rue, chose faite en 1843 ,. Cette reconnaissance semblant insuffisante, en 1855 son fils Charles et son neveu suggèrent l'idée d'un monument. Une statue en bronze réalisée par le sculpteur Vital-Dubray lui est dédiée à Montpellier en 1860, installée au bout de l'esplanade , et une place en 1877 lors du déplacement de la statue . Une rue a également reçu son nom dans sa ville natale en 1840 et une plaque commémorative posée sur la maison familiale. On trouve également une rue portant son nom à Marseillan (Hérault), à Puisserguier ainsi qu'une impasse à Narbonne.